# Oratorio di Sant'Erasmo (Bonassola)
L'oratorio di Sant'Erasmo è stato un luogo di culto cattolico situato nel comune di Bonassola, in via Berroni, in provincia della Spezia. La struttura è posizionata lungo le prime formazioni rocciose presso la spiaggia ad occidente del borgo.

## Storia

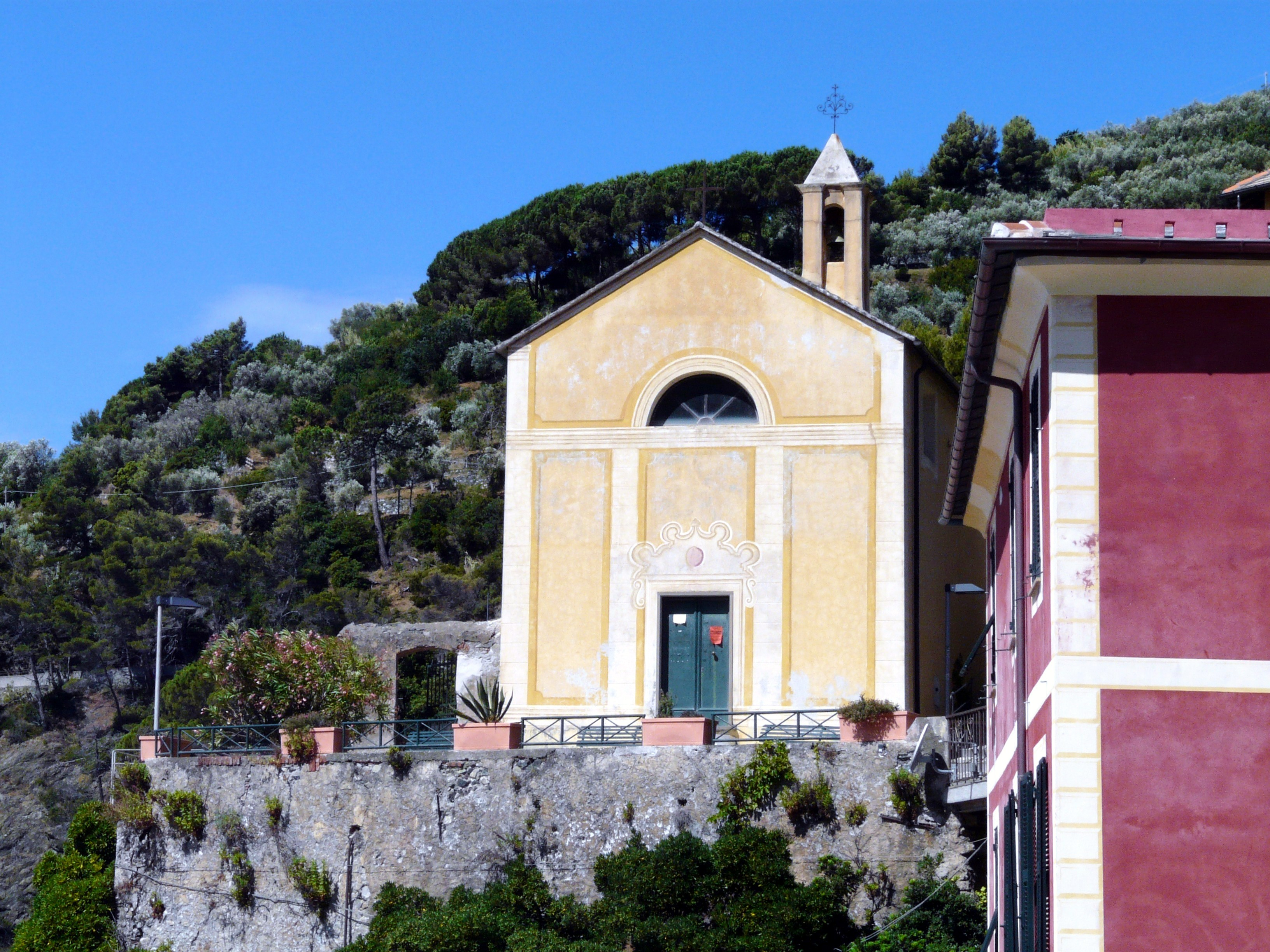
L'oratorio

Secondo le fonti storiche l'edificio fu edificato nel corso del XVI secolo con l'iniziale intitolazione verso san Nicola da Bari e sant'Erasmo. Presso l'oratorio si svolgevano anticamente le adunanze dei pescatori e marinai di Bonassola, in merito alle decisioni da intraprendere per il bene della piccola comunità del borgo. L'edificio era anche sede di una locale confraternita che, secondo le fonti risalenti all'inizio dell'Ottocento, contava ancora centoventi praticanti tra donne e uomini.
L'oratorio venne quindi sconsacrato in tempi recenti, con il conseguente cambiamento d'uso dello stabile quale sede di manifestazioni ed eventi promossi dall'amministrazione comunale.

## Descrizione

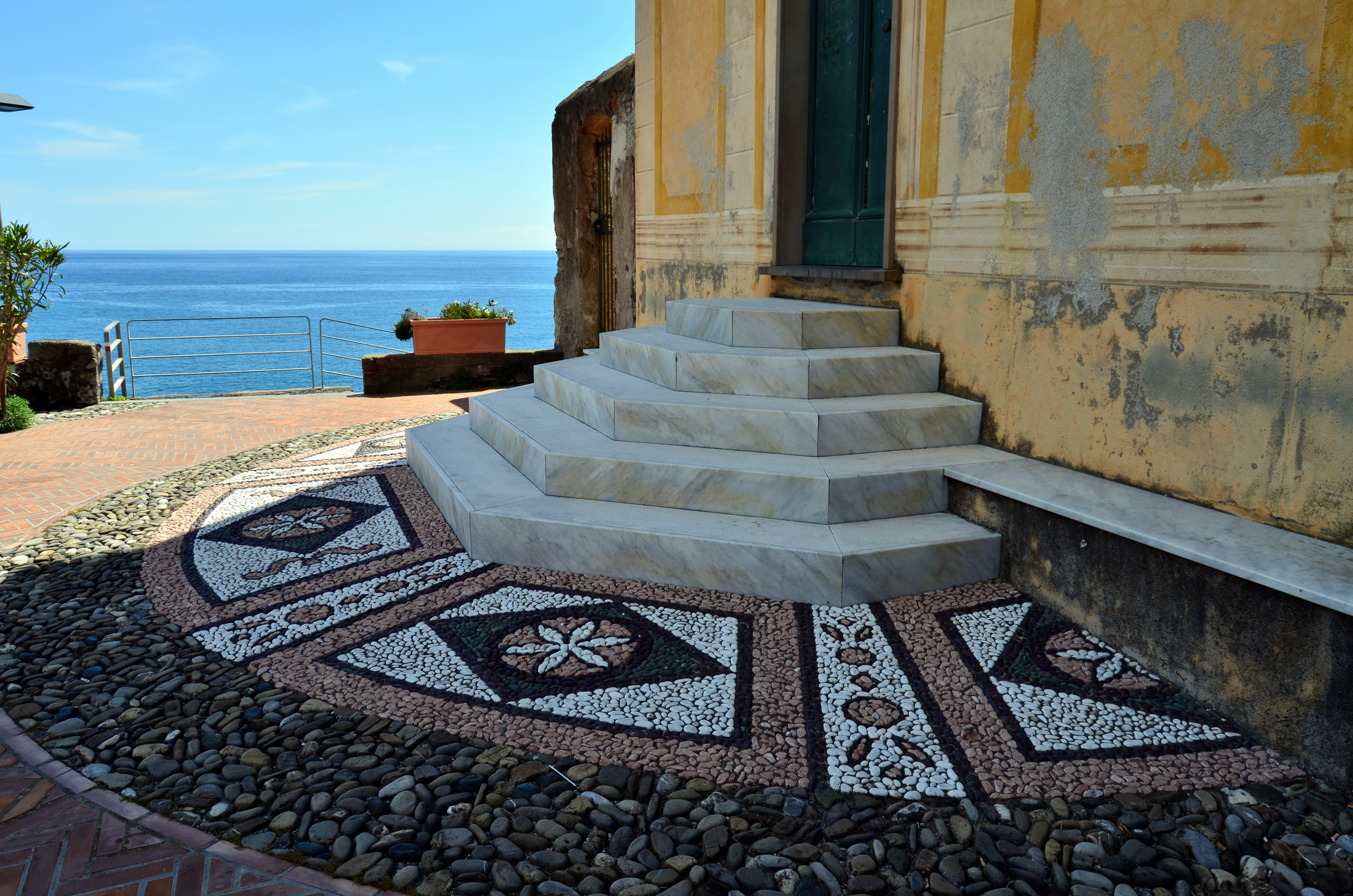
Particolare del piccolo sagrato

L'edificio si presenta semplice, preceduto da una piccola piazza con sei gradini, a forma rettangolare lunga e stretta. La facciata ha la particolarità di essere divisa, per via dei disegni pittorici, in due parti orizzontali e quattro verticali e con la presenza di una lunetta sopra la trabeazione dipinta.
Presso l'altare maggiore, sito nel rialzato presbiterio e decorato con finto marmo, è custodita la tela ritraente la Madonna col Bambino con san Giuseppe e quattro angeli. Il dipinto fu danneggiato, soprattutto nella parte centrale, durante un'incursione militare nelle fasi della seconda guerra mondiale; la tela è stata recentemente restaurata e ricollocata nella sua posizione originale.